# Colonia Filipinas
Colonia Filipinas är en ort i Mexiko.   Den ligger i kommunen Tlapacoyan och delstaten Veracruz, i den sydöstra delen av landet, 210 km öster om huvudstaden Mexico City. Colonia Filipinas ligger 209 meter över havet och antalet invånare är 325.
Terrängen runt Colonia Filipinas är kuperad åt sydväst, men åt nordost är den platt. Runt Colonia Filipinas är det ganska tätbefolkat, med 100 invånare per kvadratkilometer. Närmaste större samhälle är Tlapacoyan, 7,3 km sydväst om Colonia Filipinas. I omgivningarna runt Colonia Filipinas växer huvudsakligen savannskog.